# Михич, Миленко
Миленко Михич (сербохорв. Миљенко Михић; 30 ноября 1933, Мостар, Королевство Югославия — 17 декабря 2009, Белград, Сербия) — югославский футбольный тренер.

## Биография
Свою тренерскую карьеру Михич начал в системе клуба «Црвена звезда». Десять лет он работал с молодежной командой красно-белых, пока в конце сезона 1973/74 наставник не был переведен в основной состав вместо ушедшего «Реал Мадрид» предыдущего главного тренера Миляна Милянича.
В следующем сезоне Михич дошел с «Црвеной звездой» до полуфинала Кубка обладателей кубков УЕФА. Лишь в борьбе за финал команда по сумме двух матчей уступила венгерскому «Ференцварошу» (1:2, 2:2). Ответную игру в Белграде посетило 110 тысяч зрителей — абсолютный рекорд в истории югославского и сербского футбола. Несмотря на успешные еврокубковые выступления, в чемпионате страны «Црвена звезда» стала лишь третьей. Показанный результат не позволил Михичу остаться у руля команды.
В дальнейшем специалист тренировал ряд других югославских коллективов, а с 1986 по 1988 гг. он возглавлял сборную Израиля. Также Михич работал с молодежной сборной Югославии и входил в штаб главной национальной команды.

## Достижения
- Финалист Кубка Югославии (1): 1973.

## Смерть
Последние годы жизни Миленко Михич вместе со своей женой Розинкой и сыном Драганом провел в Белграде. Наставник скончался после продолжительной болезни 17 декабря 2009 года на 77-м году жизни. Родные исполнили волю покойного и похоронили его на кладбище в родном Мостаре. После себя Михич оставил книгу стихов «Mostar u srcu» («Мостар в сердце»).